# Хайдари
Хайдари (на гръцки: Χαϊδάρι) е град в Гърция. Населението му е 45 642 жители (според данни от 2011 г.). Част е от Атинския метрополен район. Намира се в часова зона UTC+2. Пощенският му код е 125 xx, телефонния 210, а МПС кода е Z.